# Man of the Woods
| Совокупная оценка    | Совокупная оценка |
| Источник             | Оценка            |
| -------------------- | ----------------- |
| Metacritic           | 57/100            |
| Оценки критиков      |                   |
| Источник             | Оценка            |
| The A.V. Club        | B-                |
| Entertainment Weekly | B                 |
| Rolling Stone        | [ 5 ]             |
| The Guardian         | [ 6 ]             |
| NME                  | [ 7 ]             |
| The Independent      | [ 8 ]             |
| The Telegraph        | [ 9 ]             |
| The Observer         | [ 10 ]            |
| Pitchfork            | [ 11 ]            |

Man of the Woods  — пятый студийный альбом американского певца и автора песен Джастина Тимберлейка, вышедший 2 февраля 2018 года на лейбле RCA.
Тимберлейк назвал альбом по имени своего сына Silas, которое означает «Man of the forest».

## Об альбоме
В мае 2016 года Тимберлейк в радиоинтервью подтвердил, что работает над новым альбомом, но без указания даты релиза, «Я думаю, что там, где я вырос в Америке, много разного музыкального влияния. Рос в Теннесси — почти центральная часть страны — Мемфис известен как место рождения рок-н-ролла, но он также и дом блюза, а Нашвилл это музыка
кантри». Тимберлейк работал с такими продюсерами как Тимбалэнд, Danja, The Neptunes и Max Martin и в следующем своём интервью он сообщил что «музыка этого альбома будет сильно отличаться от всего того, что я ранее делал… Это Southern American music. Но я хочу сделать звучание этого стиля более современным — по крайней мере, у меня сейчас такая идея». В декабре 2017 года сайт Тимберлейка представил логотип из букв «MOTW». Журнал Rolling Stone сообщал, что в записи альбома примет участие кантри-музыкант Крис Стэплтон. Крис Стэплтон и Тимберлейк ранее уже работали совместно во время живого исполнения нескольких песен на церемонии 2015 CMA Awards и некоторые издания предположили, что новый альбом будет создан под влиянием Music of Tennessee.
В октябре 2017 года было объявлено, что Тимберлейк станет хэдлайнером суперконцерта во время музыкального перерыва Супербоул-шоу Super Bowl LII, который в итоге прошёл 4 февраля 2018 года на U.S. Bank Stadium в Миннеаполисе, штат Миннесота. Это стало его третьим участием в подобных суперфинальных шоу: ранее он уже выступал в 2001 (в составе NSYNC) и 2004 годах (сольно). Он подтвердил через социальные сети, что альбом Man of the Woods будет издан 2 февраля. Также вышел видеотрейлер, описывающий новую работу и то, что повлияло на его музыкальный стиль, «этот альбом действительно вдохновлен моим сыном, моей женой, моей семьей, но больше, чем любой альбом, который я когда-либо писал, — тем местом, откуда родом». Альбомный лид-сингл, «Filthy» вышел 5 января вместе с началом приёма предварительных заказов на альбом. Песня вышла вместе с видеоклипом, и ещё три дополнительных видео от различных режиссёров выйдут 18 января. Вместе с анонсированием «Filthy» журнал Variety подтвердил гостевое участие в записи альбома таких музыкантов как Крис Стэплтон, The Neptunes и Алиша Киз. Обложку альбома создал фотограф Ryan McGinley. Эксклюзивная версия альбома и его виниловое издание будут доступны через Target; оба издания также стали доступны для предварительного заказа вместе с выходом первого сингла «Filthy».
С марта 2018 по январь 2019 года в поддержку пятого студийного альбома пройдёт шестой концертный тур Man of the Woods Tour. Предусмотрено, что он начнется 13 марта 2018 года в Торонто, Канада, будет состоять из нескольких туров в Северной Америке и в Европе, а завершится 29 января 2019 года в Денвере, штат Колорадо.

## Отзывы
Альбом получил смешанные отзывы музыкальной критики и интернет-изданий: Metacritic, Rolling Stone, Variety, Billboard. Более критический взгляд изложили такие издания как Entertainment Weekly (категория B), The Guardian (3 балла из 5), NME (3 из 5), Exclaim! (5 из 10), Pitchfork (3,8/10).

## Коммерческий успех
Man of the Woods дебютировал на первом месте американского хит-парада Billboard 200 с тиражом 293,000 альбомных эквивалентных единиц, включая 242,000 копий истинных продаж, став 4-м для Тимберлейка чарттоппером в США. Он также стал 4-м альбомом певца на позиции № 1 в канадском чарте Canadian Albums Chart, с тиражом 18,000 единиц в первую неделю.

## Список композиций
По данным Google Play.
| №                   | Название                                      | Автор(ы)                                                                                 | Продюсеры                  | Длительность |
| ------------------- | --------------------------------------------- | ---------------------------------------------------------------------------------------- | -------------------------- | ------------ |
| 1.                  | «Filthy»                                      | Джастин Тимберлейк Larrance Dopson James Fauntleroy Floyd Nathaniel Hills Timothy Mosley | Тимберлейк Тимбалэнд Danja | 4:53         |
| 2.                  | «Midnight Summer Jam»                         | Тимберлейк Чад Хьюго Фаррелл Уильямс                                                     | Тимберлейк The Neptunes    | 5:12         |
| 3.                  | «Sauce»                                       | Тимберлейк Hills Mosley                                                                  | Тимберлейк Тимбалэнд Danja | 4:05         |
| 4.                  | «Man of the Woods»                            | Тимберлейк Хьюго Уильямс                                                                 | Тимберлейк The Neptunes    | 4:03         |
| 5.                  | «Higher, Higher»                              | Тимберлейк Хьюго Уильямс                                                                 | Тимберлейк The Neptunes    | 4:18         |
| 6.                  | «Wave»                                        | Тимберлейк Хьюго Уильямс                                                                 | Тимберлейк The Neptunes    | 4:24         |
| 7.                  | «Supplies»                                    | Тимберлейк Хьюго Уильямс                                                                 | Тимберлейк The Neptunes    | 3:45         |
| 8.                  | «Morning Light» (при участии Алиша Киз)       | Тимберлейк Alicia Cook Robin Tadross                                                     | Timberlake Rob Knox        | 4:02         |
| 9.                  | «Say Something» (при участии Криса Стэплтона) | Тимберлейк Dopson Fauntleroy Hills Mosley Крис Стэплтон                                  | Тимберлейк Тимбалэнд Danja | 4:39         |
| 10.                 | «Hers (Interlude)»                            | Тимберлейк                                                                               | Тимберлейк                 | 1:01         |
| 11.                 | «Flannel»                                     | Тимберлейк Хьюго Уильямс                                                                 | Тимберлейк The Neptunes    | 4:49         |
| 12.                 | «Montana»                                     | Тимберлейк Хьюго Уильямс                                                                 | Тимберлейк The Neptunes    | 4:39         |
| 13.                 | «Breeze Off the Pond»                         | Тимберлейк Хьюго Уильямс                                                                 | Тимберлейк The Neptunes    | 4:11         |
| 14.                 | «Livin' Off the Land»                         | Тимберлейк Хьюго Уильямс                                                                 | Тимберлейк The Neptunes    | 4:53         |
| 15.                 | «The Hard Stuff»                              | Тимберлейк Tadross                                                                       | Тимберлейк Knox            | 3:15         |
| 16.                 | «Young Man»                                   | Тимберлейк Hills Mosley                                                                  | Тимберлейк Тимбалэнд Danja | 3:45         |
| Общая длительность: | Общая длительность:                           | Общая длительность:                                                                      | Общая длительность:        | 1:05:54      |

## Чарты
| Чарт (2018)                         | Высшая позиция |
| ----------------------------------- | -------------- |
| Австралия (ARIA)                    | 2              |
| Австрия (Ö3 Austria)                | 4              |
| Бельгия/Фландрия (Ultratop)         | 1              |
| Бельгия/Валлония (Ultratop)         | 6              |
| Канада (Canadian Albums Chart)      | 1              |
| Чехия (ČNS IFPI)                    | 1              |
| Дания (Hitlisten)                   | 1              |
| Нидерланды (Album Top 100)          | 1              |
| Финляндия (Suomen virallinen lista) | 11             |
| Германия (Offizielle Top 100)       | 1              |
| Венгрия (MAHASZ)                    | 12             |
| Ирландия (IRMA)                     | 3              |
| Италия (FIMI)                       | 8              |
| Новая Зеландия (RMNZ)               | 3              |
| Норвегия (VG-lista)                 | 8              |
| Польша (ZPAV)                       | 2              |
| Шотландия (Scottish Albums Chart)   | 3              |
| Испания (PROMUSICAE)                | 7              |
| Швеция (Sverigetopplistan)          | 6              |
| Швейцария (Schweizer Hitparade)     | 2              |
| Великобритания (UK Albums Chart)    | 2              |
| США Billboard 200                   | 1              |

## Сертификации
| Регион                                                                      | Сертификация | Продажи |
| --------------------------------------------------------------------------- | ------------ | ------- |
| Канада (Music Canada)                                                       | Золотой      | 40 000  |
| Дания (IFPI Danmark)                                                        | Золотой      | 10 000  |
| Польша (ZPAV)                                                               | Золотой      | 10 000  |
| Великобритания (BPI)                                                        | Серебряный   | 60 000  |
| США (RIAA)                                                                  | Золотой      | 500 000 |
| Данные о продажах + прослушиваниях приведены только на основе сертификации. |              |         |

## История выхода
| Регион | Дата           | Формат                        | Лейбл | Ссылки |
| ------ | -------------- | ----------------------------- | ----- | ------ |
| В мире | 2 февраля 2018 | CD digital download streaming | RCA   | [ 12 ] |
| США    | 2 февраля 2018 | Vinyl                         | RCA   | [ 27 ] |